# Naissance en 1389
Naissance
- 1385
- 1386
- 1387
- 1388
- 1389
- 1390
- 1391
- 1392
- 1393

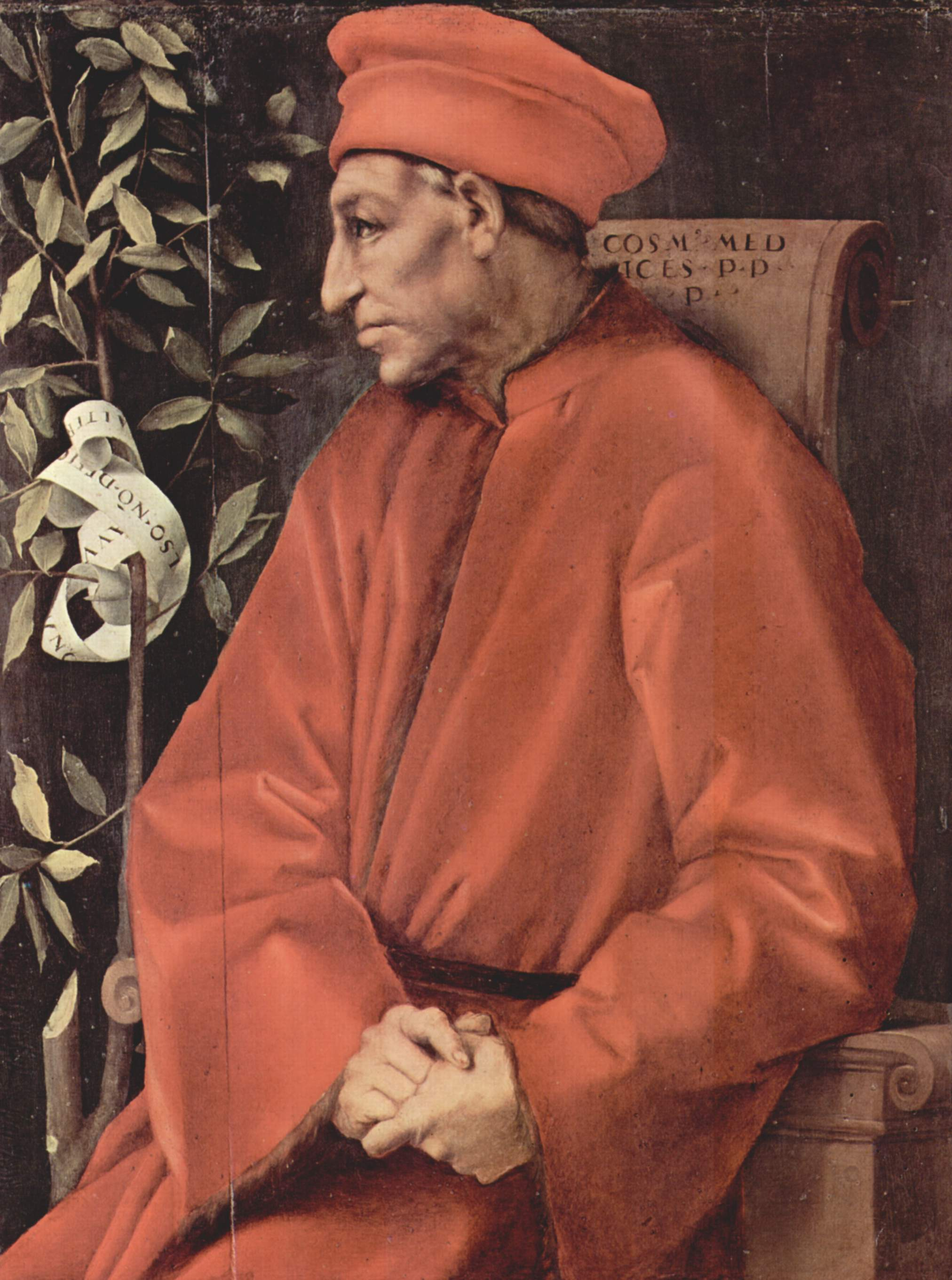
Cosme de Médicis, né en 1389.

Cette page dresse une liste de personnalités nées au cours de l'année 1389  :
- 13 mars[1] : Antonin de Florence, religieux dominicain italien, archevêque de Florence de 1446 à 1459 et saint catholique.
- 20 juin : Jean de Lancastre, 1er duc de Bedford.
- 9 septembre : Pierre de Rieux, ou Pierre de Rochefort , seigneur d'Assérac et de Derval, maréchal de France.
- 27 septembre : Cosme de Médicis, dit l'Ancien, banquier et homme d'État florentin, est le fondateur de la dynastie politique des Médicis.
- 13 novembre : Isabelle de France, ou Isabelle de Valois, princesse royale, devenue reine consort d'Angleterre de 1396 à 1399, par son mariage avec Richard II de Bordeaux, puis duchesse d'Orléans.
- décembre : Philippe de Bourgogne, comte de Nevers et de Rethel.
- 5 décembre : Zbigniew Oleśnicki, religieux et homme d'État polonais, évêque de Cracovie de 1423 jusqu'à sa mort, régent du Royaume de Pologne pendant la minorité du roi Ladislas III Jagellon, premier cardinal polonais en 1449.
- 24 décembre : Jean V le Sage, ou Jean le Sage, duc de Bretagne.

- Ahmad ibn Arabshah, ou Abu Muhammad Shihab al-Din Ahmad ibn Muhammad ibn Abd Allah ibn Ibrahim, aussi connu sous le nom de Muhammad ibn Arabshah, écrivain, traducteur et voyageur syrien.
- Antonin de Florence, ou Antonino Pierozzi de Forciglioni, plus connu comme saint Antonin de Florence, saint de l'Église catholique.
- Jean III de Mecklembourg-Stargard, co-duc de Mecklembourg-Stagard et duc de Werle, prince de Stargard, prince de Sternberg, prince de Friedland, prince de Lychen.
- An-Nâsir Faraj ben Barquq, sultan mamelouk burjite qui règne en Égypte.
- Niccolò Fortebraccio,  dit della Stella, condottiere italien.

## Crédit d'auteurs
- Cet article est partiellement ou en totalité issu de l'article intitulé « 1389 » (voir la liste des auteurs).